# Кучевыш
Кучевыш (Кусяуш) — река в России, протекает по Белокатайскому району Башкортостана. Длина реки составляет 17 км.
Начинается из родника на высоте 281,6 метра над уровнем моря к югу от Айдакаево. Течёт в юго-западном направлении по открытой местности через деревню Сосновый Лог и мимо подножия горы Вишенная. Устье реки находится в 18 км по правому берегу реки Большой Ик на высоте 209,8 метра над уровнем моря около Мунасова.

## Данные водного реестра
По данным государственного водного реестра России относится к Камскому бассейновому округу, водохозяйственный участок реки — Ай от истока и до устья, речной подбассейн реки — Белая. Речной бассейн реки — Кама.
Код объекта в государственном водном реестре — 10010201012111100022532.